# Scinax curicica
Scinax curicica é uma espécie de anfíbio da família Hylidae. Endêmica do Brasil, onde pode ser encontrada no estado de Minas Gerais.